# Bertil Agdur
Nils Bertil Agdur (Orsa, condado de Kopparberg, 10 de octubre de 1924 – 21 de mayo de 2000) fue un ingeniero, investigador y funcionario sueco.
Agdur se graduó de la Universidad Tecnológica Chalmers en 1948 y obtuvo su licenciatura en tecnología en 1951. Trabajó como asistente de investigación en el Instituto Real de Tecnología (KTH) y en 1957 obtuvo el título de doctor en tecnología y el de docente en microondas y electrónica. De 1959 a 1971, fue profesor de tecnología de microondas en KTH.
Fue director general de la Junta de Desarrollo Tecnológico (STU) de 1971 a 1975, a la que fue reclutado como conocido innovador y emprendedor. Sin embargo, fue denunciado al Canciller de Justicia del gobierno por negligencia en el desempeño de sus funciones y conflicto de intereses.
Agdur fue elegido miembro de la Real Academia Sueca de Ciencias de la Ingeniería en 1965. Está enterrado en el cementerio nuevo de Orsa.